# Campeonato Mundial de Esgrima de 2007
O Campeonato Mundial de Esgrima de 2007 foi a 69ª edição do torneio organizado pela Federação Internacional de Esgrima (FIE) entre os dias 28 de setembro a 7 de outubro de 2007. O evento foi realizado em São Petersburgo, Rússia. 

## Resultados
Os resultados foram os seguintes. 
Masculino
| Evento             | Ouro                                                                            | Prata                                                                                   | Bronze                                                                        |
| Espada individual  | Hungria · Krisztián Kulcsár                                                     | França · Érik Boisse                                                                    | Itália · Diego Confalonieri                                                   |
| Espada individual  | Hungria · Krisztián Kulcsár                                                     | França · Érik Boisse                                                                    | França · Jérôme Jeannet                                                       |
| Espada por equipe  | França · Éric Boisse · Fabrice Jeannet · Jérôme Jeannet · Ulrich Robeiri        | Itália · Stefano Carozzo · Diego Confalonieri · Alfredo Rota · Matteo Tagliariol        | Hungria · Gábor Boczkó · Géza Imre · Iván Kovács · Krisztián Kulcsár          |
| Florete individual | Alemanha · Peter Joppich                                                        | Itália · Andrea Baldini                                                                 | Alemanha · Benjamin Kleibrink                                                 |
| Florete individual | Alemanha · Peter Joppich                                                        | Itália · Andrea Baldini                                                                 | China · Lei Sheng                                                             |
| Florete por equipe | França · Nicolas Beaudan · Brice Guyart · Erwann Le Péchoux · Marcel Marcilloux | Reino Unido · Dominik Behr · Peter Joppich · Benjamin Kleibrink · Christian Schlechtweg | Coreia do Sul Choi Byung-Chul Jung Chang-Yong Park Hee-Kyung Son Young-Ki     |
| Sabre individual   | Rússia · Stanislav Pozdnyakov                                                   | Itália · Aldo Montano                                                                   | Alemanha · Nicolas Limbach                                                    |
| Sabre individual   | Rússia · Stanislav Pozdnyakov                                                   | Itália · Aldo Montano                                                                   | Coreia do Sul Oh Eun-seok                                                     |
| Sabre por equipe   | Hungria · Tamás Decsi · Balázs Lontay · Zsolt Nemcsik · Áron Szilágyi           | França · Vincent Anstett · Nicolas Lopez · Julien Pillet · Boris Sanson                 | Itália · Aldo Montano · Diego Occhiuzzi · Giampiero Pastore · Luigi Tarantino |

Feminino
| Evento             | Ouro                                                                                            | Prata                                                                             | Bronze                                                                                    |
| Espada individual  | Alemanha · Britta Heidemann                                                                     | China · Li Na                                                                     | França · Maureen Nisima                                                                   |
| Espada individual  | Alemanha · Britta Heidemann                                                                     | China · Li Na                                                                     | Estónia · Irina Embrich                                                                   |
| Espada por equipe  | França · Audrey Descouts · Laura Flessel-Colovic · Hajnalka Kiraly-Picot · Maureen Nisima       | Rússia · Tatiana Logunova · Liubov Shutova · Anna Sivkova · Yevgueniya Stroganova | Alemanha · Claudia Bokel · Imke Duplitzer · Britta Heidemann · Marijana Marković          |
| Florete individual | Itália · Valentina Vezzali                                                                      | Itália · Margherita Granbassi                                                     | Itália · Giovanna Trillini                                                                |
| Florete individual | Itália · Valentina Vezzali                                                                      | Itália · Margherita Granbassi                                                     | Hungria · Aida Mohamed                                                                    |
| Florete por equipe | Polónia · Sylwia Gruchała · Katarzyna Kryczało · Magdalena Mroczkiewicz · Małgorzata Wojtkowiak | Rússia · Aida Shanayeva · Yuliya Jakimova · Yevgueniya Lamonova · Yana Ruzavina   | Japão · Kanae Ikehata · Maki Kawanishi · Yoko Makishita · Chieko Sugawara                 |
| Sabre individual   | Rússia · Yelena Nechayeva                                                                       | China · Tan Xue                                                                   | Polónia · Bogna Jóźwiak                                                                   |
| Sabre individual   | Rússia · Yelena Nechayeva                                                                       | China · Tan Xue                                                                   | Itália · Gioia Marzocca                                                                   |
| Sabre por equipe   | França · Cécile Argiolas · Léonore Perrus · Anne-Lise Touya · Carole Vergne                     | Ucrânia · Olha Jarlan · Olena Jomrova · Nina Kozlova · Halyna Pundyk              | Rússia · Yekaterina Fedorkina · Svetlana Kormilitsyna · Yelena Nechayeva · Sofia Velikaya |

## Quadro de medalhas
País sede
| Ordem | País          | Medalha de ouro | Medalha de prata | Medalha de bronze |    |
| ----- | ------------- | --------------- | ---------------- | ----------------- | -- |
| 1     | França        | 4               | 2                | 2                 | 8  |
| 2     | Rússia        | 2               | 2                | 1                 | 5  |
| 3     | Alemanha      | 2               | 2                | 3                 | 6  |
| 4     | Hungria       | 2               |                  | 2                 | 4  |
| 5     | Itália        | 1               | 4                | 4                 | 9  |
| 6     | Polónia       | 1               |                  | 1                 | 2  |
| 7     | China         |                 | 2                | 1                 | 3  |
| 8     | Ucrânia       |                 | 1                |                   | 1  |
| 9     | Coreia do Sul |                 |                  | 2                 | 2  |
| 10    | Estónia       |                 |                  | 1                 | 1  |
|       | Japão         |                 |                  | 1                 | 1  |
| TOTAL | TOTAL         | 12              | 12               | 18                | 42 |